# درهم إدريسي
الدرهم الإدريسي هي عملة فضية تم سكها في عهد الدولة الإدريسية.

## التسمية
كلمة «درهم» معربة مشتقة من كلمة دراخما الإغريقية (δραχμή). «الدرهم» هو أيضا اسم العملة المستخدمة في المغرب اليوم. إدريس الأول هو مؤسس الدولة الإدريسية.

## تاريخ
تم سكها لأول مرة في عهد إدريس الأول في تودغا ووليلي. تم سكها في حوالي 20 ورشة عمل مختلفة.

## الوصف
ضُرب الدرهم الإدريسي حسب نموذج العملات العباسية، فشَكل العملة دائري ولا يحمل سوى نقوش كتابية من حروف كوفية قديمة الطابع موزعة بين المركز والمحيط، حيث يتكون وجه القطعة من أرضية (أو مركز) محاطة بدائرتين، الثانية منهما مزخرفة من الخارج بخمسة حلقات صغيرة مزدوجة، ويضم عبارة الشهادة التي أضيف إليها اسم "علي"، ويتواجد على المحيط نقش كتابي يشير إلى مايلي:«لا إله إلا الله، وحده لا شريك له، علي» وهو محاط بنقش كتابي آخر يحدد، بعد البسملة، مكان الضرب وتاريخ الإصدار. وقد بلغ وزنها غراما ونصف من الفضة الخالصة.

## الاستعمال
تم تداول الدراهم الإدريسية على نطاق واسع في الشرق الأوسط، ووُجدت حتى في روسيا والبلقان.